# Carlton House

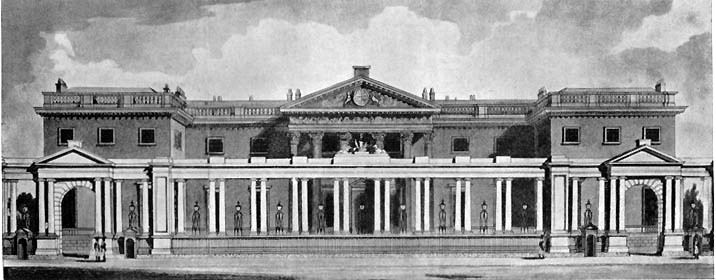
Frente de la Carlton House

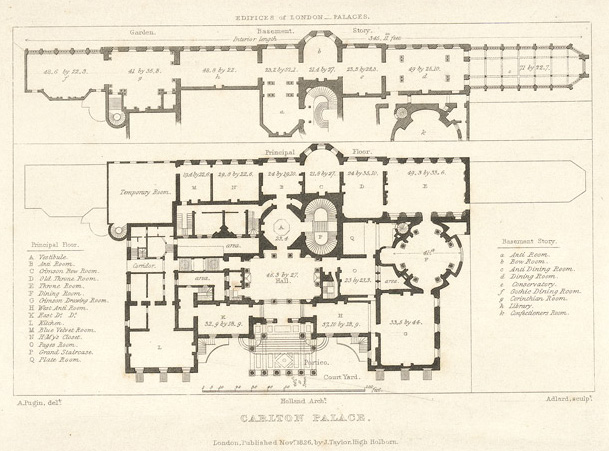
Planta principal

La Carlton House fue una mansión londinense que sirvió de hogar para el príncipe regente durante unas décadas. Se encontraba entre Pall Mall y The Mall, en el distrito St. James de la capital británica, al oeste de Trafalgar Square. 
La casa se construyó a principios del siglo XVIII para Henry Boyle, barón de Carlton, pasando a en dominio real cuando la adquirió Federico, príncipe de Gales en 1732. Su nieto amplió la casa con la ayuda del arquitecto Henry Holland entre los años 1782 y 1796. La localización de la casa fue una de las razones para la creación de la ruta ceremonial que hizo John Nash.
Carlton House era espaciosa y opulenta. En muchos países recibiría la denominación de palacio, pero cuando el príncipe regente se convirtió en Jorge IV en 1820, dijo que su residencia oficial, el palacio de St. James y la de su padre Jorge III, Buckingham House, eran inadecuadas para sus necesidades. Se pensó en ampliar la Carlton House, pero al final se decidió convertir Buckingham House en el palacio de Buckingham. Carlton House se demolió finalmente en 1825.

## Historia

### Casa noble
La primera documentación del registro de la propiedad es de principios del siglo XVIII y nombre de Henry Boyle quien alquiló una casa desierta y el Jardín Real en el extremo noreste de St. James's Park en 1700, obtuvo un contrato de arrendamiento de 31 años de la corona, y gastó 3000 libras en la reconstrucción del edificio. Boyle, fue nombrado barón de Carleton en 1714 por sus servicios al partido Whig, dejó la propiedad a su sobrino el conde de Burlington. Burlington empleó a Henry Flitcroft para revestir de nuevo al jardín del frente con piedra y realizar otras mejoras. Más tarde, el edificio sirvió como residencia de la madre del conde, la viuda lady Burlington. Fue ella quien lo vendió en 1732 a Federico, príncipe de Gales, para quien William Kent diseño los jardines en 1733. Después de su muerte en 1751, la viuda de Federico se mantuvo en Carlton House.
Augusta, princesa de Gales, amplió la casa, adquiriendo la edificación vecina que había sido la casa de Londres del amigo de príncipe, George Bubb Doddington, Lord Melcombe. En 1783, cuando al nieto de Federico y Augusta, Jorge, príncipe de Gales, se le concedió la posesión de Carlton House y 60 000 libras (por votación del Parlamento) para renovarla, esta era un laberíntico edificio sin coherencia arquitectónica. Al príncipe de Gales le fue concedida Carlton House como su residencia de Londres cuando alcanzó la mayoría de edad en 12 de agosto de 1783. Un anticipo de 6000 libras se hizo a sir William Chambers, topógrafo general, para reparaciones inmediatas.

### Casa Real
En 1783, el rey Jorge III, concedió a su hijo, Jorge, príncipe de Gales, la «pasada de moda y en parte desmoronada» Carlton House, junto con una suma de 60 000 libras para renovación. Directamente frente al Pall Mall hacia el norte, el sur quedaba al menos separado de The Mall por un jardín escondido de forma segura de la vista pública detrás de un muro. 
Cuando el príncipe de Gales tomó posesión en agosto de 1783, Sir William Chambers fue nombrado arquitecto, pero después de una primera encuesta, fue rápidamente reemplazado por Henry Holland. Jorge encarga con prontitud al arquitecto Henry Holland para reconstruir sustancialmente esta grande y laberíntica mansión de Londres de principios del siglo XVIII en una residencia urbana más acorde con su posición real. Ambos, Chambers y Holland favorecían el estilo de moda neoclásico y el estilo francés Luis XVI y éstos se hicieron evidentes en su trabajo en Carlton House. Prinny se enamoró de "lo francés" y Carlton House serían extremadamente influyente en la introducción del estilo Luis XVI a Inglaterra.
La remodelación unificó un edificio que se había vuelto irregular a través de numerosas adiciones y sólo la fachada Flitcroft presentaba un aspecto unificado. La mayoría de los artesanos, decoradores, ebanistas, trabajadores de metal, y talladores de madera empleados en la casa fueron traídos desde Francia. En este momento, el Príncipe de Gales cayó bajo la influencia del mayor, sofisticado y derrochador duque de Chartres (más tarde duque de Orleans), un compañero miembro del club de Brooks, quien compartió el amor del Príncipe por Brighton.
Holland comenzó a trabajar primero en los Apartamentos de Estado a lo largo del frente del jardín, los principales salones de la casa (Holland también agregó un Salón Chino que emulaba una lechería, que se construyó en la Abadía de Woburn). La construcción comenzó en 1784; cuando estas habitaciones se visitaron en septiembre de 1785 por el general crítico Horace Walpole, quedó impresionado, escribió que una vez terminado, Carlton House sería "la más perfecta de Europa".

Hay una augusta simplicidad que me asombró. No puedes llamarla magnifica; es el gusto y el decoro que huelga. Cada ornamento está a una distancia adecuada, y ni uno demasiado grande, pero todo delicado y nuevo, con más libertad y variedad de ornamentos griegos; y, aunque probablemente tomada del Hotel de Condé y otros nuevos palacios, no uno que no es más clásico que el francés.

La casa refleja el estilo neoclásico favorecido por Holland. Pero a finales de 1785, los sobrecostes, sus cuentas sin pagar después de su matrimonio con la señora Fitzherbert, junto con las deudas personales del Príncipe de Gales (de alrededor de £250.000), plagados de los trabajos de reconstrucción, sobre todo debido a su opulento estilo de vida y su deseo de que sólo lo mejor sería hecho para la que sería su residencia principal, detuvieron la construcción en Carlton House. El Parlamento nombró una comisión para investigar los enormes sobrecostos en Carlton House, y la elaboración de las estimaciones de la cantidad que se necesitaría para completar el proyecto. En mayo de 1787, Jorge "compungido" se acercó a su padre, el rey Jorge III, quien finalmente fue persuadido para promover un adelanto de £60.000 para terminar el trabajo de reconstrucción en el verano de 1787 con la ayuda de muchos de los principales fabricantes de muebles y artesanos de Francia. Dicho trabajo de reconstrucción incluye la compra de propiedades vecinas que fueron demolidas para dar paso a nuevas alas. En 1789 otros £60.000 se requirieron de "mejoras continuas", además de añadir a las deudas del príncipe. En 1796 el propio príncipe debía la suma bastante asombrosa de £630.000.
El 9 de abril de 1787 se llevó en Carlton House un combate de esgrima entre Chevalier de Saint-Georges y 'La Chevalière D'Eon', el cual fue plasmado en una pintura por Charles Jean Robineau.
Los muebles para la Carlton House eran una preocupación para el hogar del Príncipe de Gales, para la que estaba profundamente interesado en el diseño. Los estilos oscilaron entre mesas muelle chinas de Adam Weisweiler a piezas góticas producidas por la firma de France and Banting. Con el inicio de la Revolución Francesa pronto terminó todas las comisiones reales y aristocráticas francesas. Estos trabajadores franceses que han contribuido a esta segunda fase en Carlton House estaban bajo la supervisión de diseño del marchand-mercier parisino Dominique Daguerre, quien fue el decorador de interiores de María Antonieta, y quién era el agente a través de los cuales los muebles por Adam Weisweiler fueron importados para la casa.
Holland dejó el servicio del príncipe en 1802. En octubre de 1805, £2.000 fueron pagados a Walsh Porter para redecorar lo que Holland había terminado; añadiendo más diseños chinos y también muebles góticos. Thomas Hopper añadió el Conservatorio Gótico, y James Wyatt convierte las habitaciones adyacentes al conservatorio en el estilo gótico. El realizó diseños para el Salón Gótico y la Biblioteca antes de morir en un accidente de carruaje en 1813. Luego, John Nash asumió la responsabilidad y terminó el proyecto. El comedor gótico era completamente diseño de Nash.
Las opiniones variaron y para muchos, los interiores suntuosos de Carlton House eran "realmente demasiado", "superflua", y "casi vulgar en su opulencia", sin embargo, todos querían verlos. El novelista Robert Plumer Ward, cree que "[Carlton House] era digno de compararse a Versalles". Pero Robert Smirke, el arquitecto más serio de muchos edificios públicos de Londres, incluyendo el Museo Británico, considera "que exagera con adornos". Para celebrar su regencia en 1811 [debido a la grave enfermedad de su padre, el rey Jorge III], el Príncipe Regente abrió su casa al público completamente por tres días. En el tercer día no menos de 30 000 personas intentaron entrar.
En 1814, durante las celebraciones por la derrota y el exilio de Napoleón Bonaparte, que incluyó la visita del Zar Alejandro I de Rusia y el rey Federico Guillermo III de Prusia a Londres, "Carlton House se iluminó... con bengalas verdes y amarillas colocadas entre palmeras en cubos pintados...". Para celebrar la victoria de Wellington en el continente y el Jubileo de Reinado de los Hannover(1714-1814), Nash construyó una serie de edificios temporales, incluyendo un salón de baile poligonal con un techo de carpas. Fue diseñado para replicar una enorme carpa campana. Numerosos bailes y fiestas se celebraron en ella a lo largo de las temporadas de 1814 y 1815.
A pesar de las considerables deudas personales [todavía más de £500.000 en 1811] el Príncipe Regente autorizó además el trabajo de reconstrucción por el arquitecto John Nash, el principal arquitecto de la era de la regencia, entre 1814 y 1815. Nash trabajó en muchos estilos arquitectónicos, desde el gótico al estilo italiano, el palladianismo y el griego, y estos se reflejan en Carlton House. Durante este período, el príncipe considera la reconstrucción de la casa y Nash produjo tanto diseños góticos y clásicos, pero la Tesorería no apoyaría el costo y el proyecto fue abandonado.
La novelista Jane Austen visitó la biblioteca de Carlton House, acompañada del bibliotecario del Príncipe Regente, el reverendo James Stanier Clarke, el 13 de noviembre de 1815. El Príncipe Regente fue sin duda un gran admirador de las novelas de Jane Austen, que tenía un ejemplar en cada una de sus residencias. Él le aconsejó dedicar su próximo trabajo al Regente, cosa que hizo, a regañadientes, por otra parte, con Emma.
Mientras que el príncipe regente, sin duda, tenía acceso a más fondos del gobierno a causa de sus nuevos deberes reales, él todavía estaba mal económicamente con su gasto. Al menos un político Whig vocal criticó abiertamente su "gasto imprudente". Pero todavía hay que decir que él era siempre generoso con la familia y amigos en caso de necesidad.
Como conocedor de las artes - y muy bien informado por la mayoría de las cuentas - sólo lo mejor quería tener. Se registra que el mobiliario de la Carlton House solo le costó a la nación unos sorprendentes £260,000. El Príncipe decoró Carlton House sin escatimar gastos. Lo llenó con muebles de lujo y magníficas colecciones de pintura, cerámica y plata dorada. Pero el patrocinio del Príncipe de las artes y de los artistas, científicos y académicos fue elogiado por el de la otrora vez crítico arquitecto Robert Smirke, "...como compensación por sus muchas faltas y locuras, y que él era un verdaderamente exigente conocedor, así como un generoso mecenas."
Junto a la magnífica colección de muebles de estilo principalmente francés, Carlton House también contiene una gran colección de valiosas pinturas que estaban destinados a formar el núcleo de una nueva Colección Nacional, también la sustitución de la valiosa Colección Real vendida durante la Commonwealth. Estas incluyen a los artistas contemporáneos que Jorge patrocinó, incluyendo a Reynolds, Gainsborough, Dance, Hoppner, Stubbs y Conway. Con el tercer marqués de Hertford y Sir Charles Long actuando como sus Asesores de Arte, el Príncipe compró también una valiosa colección de viejos maestros como Rembrandt, Rubens, Van Dyck, Cuyp y Jan Steen. Un inventario de 1816 de Obras de Arte en Carlton House enumera 136 cuadros en las Salones de Estado, además de 67 en la suite privada del Príncipe de Gales, y otros 250 propagados alrededor de otras habitaciones dentro de la casa. Cuando los cuadros se prestaron para una exposición en la Galería Nacional en 1826 [entonces ubicada en número 100 de Pall Mall], Jorge es citado diciendo, "No la he formado para mi propio placer solamente.... sino para satisfacer el gusto del público".
Después de la muerte de su padre enfermo, el rey Jorge III en 1820, el Príncipe Regente fue finalmente coronado rey Jorge IV. Teniendo en cuenta que de las residencias reales de Londres ni Carlton House, ni el Palacio de St. James, ni el Palacio de Kensington, o el de su difunto padre Buckingham House eran adecuadas para sus necesidades, se fue considerado ampliar aún más Carlton House. Ocasiones ceremoniales exigieron espacio adicional que incluye la necesidad de que albergar un "enorme" ejército de personal de la casa. Consideraciones de espacio, finalmente favorecieron Buckingham House, luego, con la aprobación del Gobierno, siendo reconstruida como el Palacio de Buckingham. Carlton House fue por tanto demolida en 1826-27, con muchas características arquitectónicas que se transfirieron al nuevo Palacio. Pero, por desgracia, el rey Jorge IV murió en 1830 antes de terminar su nuevo Palacio.
Esto coincidió con alteraciones en la planificación de Regent Street (otro de los proyectos favoritos de Jorge) que, sorprendentemente, resultó en la eliminación de Carlton House vinculando Regent Street, con The Mall. Los Escalones del Duque de York y las gemelas Carlton House Terraces se colocaron en el lugar de Carlton House.
Cuando fue demolida Carlton House, la mayor parte de los muebles, alfombras y obras de arte fueron trasladados al Palacio de Buckingham y otras residencias reales. Muchas de las características arquitectónicas se reutilizaron en varias residencias reales en construcción o remodelados en el momento; estos incluyen el Palacio de Buckingham y el Castillo de Windsor, aunque Royal Lodge y posiblemente el Pabellón de Brighton también puede haber recibido artículos. Piezas de chimeneas instaladas en el Palacio de Buckingham son ciertamente identificables como provenientes de Carlton House como muchas puertas en el castillo de Windsor. El pórtico de la Carlton House finalmente fue reutilizado para la nueva Galería Nacional en Trafalgar Square.

### La Fiesta de la Regencia
El 19 de junio de 1811, el Príncipe Regente dio una fiesta ostensiblemente en honor de la exiliada familia real de Francia. Con el rey Jorge III de un modo muy enfermo, el decoro no requería una celebración hacia el exterior por parte del príncipe, así que este magnífico entretenimiento celebrando el ascenso del Regente al poder fue nombrado amablemente como una fiesta para la familia real francesa. Dos mil invitaciones se enviaron anunciando la fiesta a las 21:00 el 19 de junio de 1811, en Carlton House.
Esteras habían sido colocadas sobre el césped entre la pared del Mall y Carlton House formando un patio temporal. La banda de la Guardia tocaba debajo del pórtico corintio de Henry Holland. Los sirvientes del Regente en libreas de color azul oscuro con adornos de encaje de oro atendieron los invitados. Paseos cubiertos decorados con enrejados pintados, flores y espejos se habían construido en los jardines en la Carlton House como paseos y galerías para la cena. Varios miembros de la familia del Regente recibieron a los invitados en la sala. El Príncipe Regente de cuarenta y ocho años de edad, bien encorsetado en su nuevo uniforme de mariscal de campo con la estrella de la Orden de la Jarretera en su pecho, esperaba a la familia real francesa en la sala de recepción de Carlton House decorada con colgaduras de seda azul con la flor de lis. Jorge III había prohibido durante mucho tiempo al príncipe el rango de mariscal de campo en razón de que sus hermanos sólo podían seguir la carrera militar, mientras que él era el heredero. Ahora que Jorge era el regente, podía concederse el honor a sí mismo. El Regente amablemente dio la bienvenida al conde de Lisle y el conde de Artois (hermanos menores del ejecutado rey Luis XVI, quienes tras la restauración borbónica serían Luis XVIII y Carlos X, respectivamente) y sus hijos el duque de Berry y el duque de Angulema y su esposa, Madame Royale (el único hijo sobreviviente de Luis XVI y María Antonieta), y el príncipe de Condé.
Los huéspedes se sirvieron sopas frías y calientes, carnes asadas, y frutas como melocotones, uvas y piñas. Hubo champán helado entre cada tercera o cuarta persona y, además, vinos de calidad. Todo, desde las soperas a los platos eran de plata, por lo que muchos podían ser servidos en tal estilo, asombró a un número de huéspedes. Un Gran Servicio de Plata hecho para el Príncipe de Gales había sido exhibido en el salón de Rundell & Bridge’s en Ludgate Hill en 1807.
Una larga mesa para doscientos de los invitados más destacados se colocó en el invernadero gótico diseñado por Thomas Hopper. La bóveda del invernadero fue colgada con linternas y una corona iluminada con las letras GR colgando por encima de la silla del regente. The Gentleman's Magazine hizo un recuento de la escena en el invernadero gótico. “A lo largo del centro de la mesa cerca de seis pulgadas por encima de la superficie, un canal de agua pura continuó fluyendo de una fuente de plata bellamente construida en la cabecera de la mesa. Sus bancos estaban cubiertos de flores acuáticas con musgo verde; peces dorados y plateados nadaban y lucían través de la corriente burbujeante, que producía un murmullo agradable donde caía, y formaba una cascada en la salida. En la cabecera de la mesa, encima de la fuente, se sentó su Alteza Real... en una simple silla de caoba con un respaldo de plumas. Los amigos más personales del príncipe estaban dispuestos a cada lado. Ellos fueron atendidos por sesenta servidores; siete sirvieron al Príncipe, además de los seis del Rey y de seis lacayos de la reina, en sus libreas estatales, con un hombre en un traje completo de armadura antigua. En la parte posterior del asiento del Príncipe aparecieron aureolas de mesas, cubiertas con cortinas carmesí, construidas para exponer con el mayor efecto, una profusión de la vajilla de plata dorada más exquisitamente forjada, que consiste en fuentes, trípodes, centros de mesa, platos y otros objetos de adorno...”
La duquesa de Angulema se sentó a la derecha del Regente. La duquesa de York, la esposa de su hermano Federico, estaba sentada a su izquierda. La madre del Regente no asistió porque pensó que era indecoroso celebrar una fiesta, mientras que el rey estaba tan enfermo. La alejada esposa del príncipe regente, Carolina, no fue invitada, ni su hija de quince años de edad, Carlota. La señora Fitzherbert no asistió cuando descubrió que no estaría sentada en la mesa principal con el Regente. El Regente era libre para disfrutar de la fiesta y la compañía de su nueva amante Lady Hertford. La fiesta fue un éxito triunfal con los huéspedes del Regente. La fiesta que costó 120.000 libras fue objeto de grandes críticas por parte del público y del parlamento como otro más de un hombre que ya está profundamente en deuda.

## Arquitectura
Cuando estuvo terminada, Carlton House fue de aproximadamente 202 pies (62 m) de largo y 130 pies (40 m) de profundidad. Los visitantes entraron en la casa a través de un pórtico hexástilo de columnas corintias que conducía a un vestíbulo que estaba flanqueada a ambos lados por antesalas. Carlton House fue inusual, ya que el visitante entraba en la casa por la planta principal. (Muchas mansiones y palacios de Londres de la época siguieron el concepto arquitectónico de Palladio de una planta baja (o rústico) con el piso principal arriba.)
Desde el vestíbulo, el visitante entraba en el vestíbulo de dos pisos iluminado en la parte de arriba que estaba decorada con columnas jónicas de mármol escayola amarillo. Más allá del vestíbulo había una sala octogonal que era también iluminada de arriba. La sala octogonal estaba flanqueado a la derecha por la gran escalera y flanqueado a la izquierda por un patio, mientras que derecho, en recto estaba la antesala principal. Una vez en la antesala, el visitante podía girar a la izquierda hacia los apartamentos privados del Príncipe de Gales, o dar vuelta a la derecha en las salas de recepción formales: Salón del Trono, Salón, Sala de Música, Comedor.
La planta baja se compone de un conjunto de salas de techos bajos, que incluía un Comedor Gótico, una Biblioteca para el Príncipe, un Salón Chino y un asombroso Conservatorio Gótico construido de hierro fundido y vidrio de color. Este conjunto de habitaciones estaba equipado con puertas plegables que proporcionaron una impresionante enfilada al abrirse (en una ocasión se utilizó toda la longitud por una enorme mesa de banquetes).
Las habitaciones de la planta baja dieron directamente en el jardín frente a The Mall, este recibió un esquema de paisajismo por el diseñador de moda Humphry Repton que sustituyó el diseño de William Kent emprendido para la abuela del príncipe, la princesa Augusta.
Carlton House estaba separada de The Mall por una atractiva pero meramente ornamental columnata jónica que servía de reja. Esta pantalla fue considerado por muchos como superflua, «una hermosura absurda», pero, además, obstruyó la vista de Carlton House. Para entrar al patio principal se debía pasar por dos garitas y a través de puertas bajo uno de dos arcos situados a uno y otro lado de la columnata.
Mientras que la dignidad clásica de la fachada, junto con el pórtico corintio añadido por Henry Holland se admiraba inicialmente por la mayoría, los estilos arquitectónicos favorecidos, sin embargo, tienden a cambiar. En años posteriores, la opinión pública se volvió cada vez mezclada. El señor J. Norris Brewer, un visitante de 1816, ofreció sus propias observaciones eruditas de todo este recorrido:

La fachada tiene un centro y dos alas, rústica, sin pilastras, un entablamento y balaustrada que ocultan el techo. El pórtico consta de seis columnas compuestas, y un frontón con un friso enriquecido, y un tímpano, coronado con el escudo de armas del príncipe; pero todas las ventanas son sin frontones, excepto dos en las alas ... El frente de la Carlton House es demasiado bajo, y por lo tanto proporciona una gama de amplios apartamentos, [y] permite nada más que un diminuto ático, con ventanas muy pequeñas.[J.N.B., 1816]

La estrada a la casa estaba bajo una elegante Porte-Cochère (puerta cochera) estilo corintio. Inusualmente para una mansión de este período, a excepción de un tramo de alrededor de seis pasos, se entra en el "Primer Salón" en el piso principal en el mismo nivel en lugar de ascender a un piso superior.
El 17 de septiembre de 1785, Horace Walpole escribió a Anne Liddell FitzPatrick, condesa de Upper Ossory (1738-1804) diciendo de la Carlton House: "Hay una augusta simplicidad que me sorprendió... El pórtico, vestíbulo, sala, y la escalera eran soberbias, y para mi gusto, lleno de perspectiva; la joya de todo es una pequeña sala de música, que se abre en un descanso verde y sinuoso paseo del jardín”.

## Interiores
At domus interior regali splendida luxu Instruitur [De La Eneida, de Virgilio, 29-19 AC]

Mientras Carlton House no ha existido desde 1826-1827, la historia de esta gran Town House de Londres y su colorido propietario y ocupante principal, Jorge, Príncipe de Gales, más tarde convertido en príncipe regente en 1811 y luego en S.M. el rey Jorge IV en 1820; perdura. Carlton House fue simplemente la casa más importante de su tiempo en Gran Bretaña.
Sin embargo, gracias principalmente a los maestros grabadores, William James Bennett y William Henry Pyne, todavía se pueden ver los interiores lujosos y espectaculares de esa casa increíble con gran detalle, y aún más sorprendente teniendo en cuenta que se publicaron en 1819, lo hacen en colores vibrantes.

### Habitaciones de entrada
Primer Salón
De acuerdo con un plan de 1795, a la izquierda pone un antesala [Este] luego una biblioteca en la esquina inferior izquierda del plan. Después un plan de 1825 indica que la biblioteca se había entonces convertido en la cocina -típicamente para el período de ser bastante lejos de los Comedores-. No parece haber imágenes existentes de la antes mencionada Ante-Sala [Este].
Gran Vestíbulo
El Gran Salón (o Gran Vestíbulo) es por completo de 44 pies de largo y 29 de ancho, y llama la atención por su arquitectura Griego-Romana. El suelo de mármol es ajedrezado con negro mientras que las impresionantes columnas estilo jónico de mármol de Siena marrón claro soportan un entablamento. Las bases de las columnas, capiteles, y la ornamentación, son todos de bronce, y en las entablamentos bajo arcos empotrados hay una serie de bustos antiguos bronceados y floreros por Nollekens.

Sobre el estilóbato, los nichos contienen estatuas de bronce del Antinoo y el Discóbolo, con dos correspondientes figuras femeninas;por encima de ellos, en bassi relievi [bajorrelieve], sobre una base de mármol Sienna, hay adornos del mismo material. Rodeado con festones de roble, en los compartimientos del centro, hay estufas de hierro fundido, formados o de Termini, sosteniendo un dosel, sobre el cual hay un hermoso bajorrelieve de armería romana e instrumentos bélicos. En las divisiones del corredor están pintados adornos escultóricos y dispositivos de la cresta, y otras insignias del poseedor Real. [C.M. Westmacott, 1824]

Un techo abovedado alto e impresionante con un artesonado que se eleva completamente dos pisos mientras que un ventilador de luz ovalado delicado pero eficaz en el techo permite útilmente la luz del sol para filtrar hacia abajo en esta sala interior. La habitación está decorada adicionalmente con "numerosos adornos esculturales". Seis magníficas linternas, se colgaron en varias partes de la sala, proporcionando la iluminación por la noche.
Los huéspedes caminaban transversalmente a través de la franja de alfombra entre los dos conjuntos de columnas jónicas a cada lado de la izquierda y la derecha, a los lados se encontraban las habitaciones de servicio. En la Royal Collection hay una silla de "respaldo enrollado", que decoró el Gran Salón, y que forma parte de un conjunto de diez hechas por c.1790 y atribuida a François Hervé.
Vestíbulo Octagonal

Desde el vestíbulo, que es magnífico por excelencia, se pasa hasta una sala octogonal, ricamente ornamentada y de buen gusto, conduce a los gran apartamentos en un lado, y para la gran escalera en el otro. [J.N.B. 1816]

El apropiado nombre y bastante agradable Sala Octagonal, coronado por una galería más atractiva, proporcionado de manera eficiente el acceso al "Gran Salón" en el lado norte, la "Gran Escalera" en el lado occidental, y las áreas de servicio de sirvientes y pajes en el lado oriental.
Esta habitación tenía detalladas yeserías en las paredes y el techo, ricas colgaduras de terciopelo bordeadas con borlas de oro suspendidas por encima de cada puerta, y también bustos de mármol colocados sobre pedestales de pared del duque de Devonshire y de Bedford, Lord Lake, y del buen amigo del Príncipe, Charles Fox [un político Whig], todo ejecutado por Joseph Nollekens, R.A.
Primer Antecámara
La Primera Antecámara formaba parte de la serie de apartamentos al sur en la planta principal con vista de frente al jardín de Carlton House. La Primera antecámara "Funciona como una especie de preludio a las… magníficas habitaciones [de los Apartamentos de Estado]".
“El 'Coup d'oeil' de esta cámara es singularmente puro y hermoso, las decoraciones emblemáticas bien diseñados, y se mantiene bien con el esplendor de los apartamentos superiores.”
Se puede ver los Carlton House Gardens a través de las cortinas de encaje que cubren las dos ventanas con vistas al jardín. Ahora estamos en el "piano nobile", es decir, en un piso superior en relación con los jardines de abajo. Todas las ventanas de esta planta son de estilo francés, se abren hacia el interior para revelar una barandilla forjada o de hierro fundido, pero solo se extiende a lo ancho de la misma ventana abatible.
Grandes espejos de cuerpo entero encima de la repisa de la chimenea, y entre las ventanas reflejan los objetos ante ellos. La repisa de la chimenea está hecha de mármol blanco y "está muy hermosa". Por encima de esta última puede verse el retrato ovalado de la célebre Madame Pompadour, "un animado retrato que muestra las peculiaridades de la escuela francesa".
Dos magníficos gabinetes Boulle decoran los lados opuestos de esta habitación. Un magnífico gabinete de Etienne Levasseur c.1700, también en Boulle [roble, ébano, carey y latón con monturas de bronce dorado] y colocada enfrente de la chimenea, soporta una estatua ecuestre de bronce del rey Guillermo III retratado con una armadura romana y coronado por la Victoria y pisoteando la rebelión bajo su pies [Attrib. Roger Schabol, pre 1720]. Otros dos pequeños bronces antiguos son de la Venus de Médici y del rey Luis XIV en armadura romana [por Louis-Claude Vassé, c.1759-63].
Por encima de cada una de las cuatro puertas están los encantadores retratos de Sir William Beechey de las hermanas Reales del rey Jorge IV, siendo las Princesas Augusta, Isabel, María y Sofía, "más agradables que grandes obras de arte", pero todos "pintados con gran delicadeza". Un retrato de Luis XV, cuando era joven de Van Dyck se encuentra sobre la puerta de la habitación octagonal. Dos retratos de cuerpo entero ocupan los espacios a cada lado de la puerta del norte, siendo los de "Gastón de Francia, único hermano del rey Luis", de Van Dyck, 1634; y "Enrique, Príncipe de Gales" [el hijo mayor del rey Jacobo I] tiene fama de ser de Van Dyck, pero puede ser de George Jamesone, ambos artistas habían estudiado bajo Rubens. Ocupando el centro de la zona este del apartamento [desde 1821] esta "El interior de un convento, durante la ceremonia de la misa mayor" por Grenet. A la derecha de la puerta hay un paisaje de Tiziano. Por último, esta sala contiene otro retrato ovalado de Madame Pompadour, a la manera de la escuela francesa.

### Apartamentos de Estado en el piso principal
Salón Rosa Satinado
Antiguo Salón del Trono (o Antecámara que lleva al Salón del Trono)
Salón del Trono
Sala de Música
Salón Carmesí
Antecámara Oeste

### Apartamentos Privados del Príncipe en el piso principal
Sala de Terciopelo Azul (o Armario del Rey)
Salón de Terciopelo Azul (o Pequeña Cámara Privada)
Dormitorio Personal del Príncipe
Tocador y Baño del Príncipe

### Gran Escalera, Galería y planta superior
Gran Escalera
Galería de la Escalera
Habitaciones de la Armería
Sala de Estar Privada de la Princesa (o de la Reina Carolina)